# سرنیانو
سرنیانو (به ایتالیایی: Sergnano) یک کومونه در ایتالیا است که در استان کریمونا واقع شده‌است.

## خصوصیات
سرنیانو ۱۲٫۵ کیلومترمربع مساحت و ۳٬۲۱۹ نفر جمعیت دارد.